# げんしじん
げんしじん（1969年5月22日 - ）は、日本のお笑い芸人、実業家。げんしじん事務所所属兼代表取締役社長。本名、小森 信幸（こもり のぶゆき）。大阪府出身。大阪府立阿武野高等学校卒業。

## 来歴
- 1988年9月、梅田花月にて進行係を務める。
- 1989年4月、坂田利夫に弟子入り。芸名は「坂田さる」。その後、「お前は進化した」と言われ「げんしじん」の芸名になる。
- 1991年9月、上京しフリーで活動。その後、渡辺プロダクションに所属。
- 1995年1月、自身の個人事務所であるげんしじん事務所を設立。若手芸人のプロデュースも手がけている。
- 2013年12月15日、主催ライブ「雑音フェティッシュ」にて10年振りにR-1ぐらんぷり参戦することを表明。もし1回戦敗退ならプルピンポンを置いて芸人を引退し、社長業に専念すると発表。結果は1回戦を勝ち抜き芸人引退を免れる。
- ポーカープレイヤーとしても活躍する[1]。

## 芸風
- 「なんじゃそりゃそりゃ訳分からん! プルピンポン」のフレーズからなる不条理なギャグを連発する芸風。

(例)かっぱえびせんでできた縄跳び。
- また「社長、○○の時間です」と言い、ギャグをするシリーズもある。

○○には嫌になる時間、はにかむ時間、褒める時間などが入る。
- ライブのMCでは客に語りかけるような感じで話し、最後に「俺と喋りたくない？」と言い、出演者の紹介に移るのが恒例となっている。

## 参加作品
- 達人伝説 嘉門達夫

「ワケワカラン」と言うタイトルで自身の芸でもある「何じゃそりゃそりゃ訳わからん!」からなる不条理ネタで嘉門とコラボレートした。
- げんしじん（猛毒原始人）「なんじゃそりゃそりゃわけわからん！」（1996年、殺害塩化ビニール）

## 出演
- 天才てれびくんシリーズ（NHK教育）
  - 天才てれびくん：笑わん殿下、海道がゆく!
  - 天才てれびくんワイド：TTK裁判所、転校生をさがせ!、MTK（ミュージックてれびくん）、TTK情報室 ふるさとファイル、天てれスタジアム ミラクルシューター
  - 天才てれびくんMAX：日付変更船プッカリーノ
- 爆笑オンエアバトル（NHK総合） 戦績0勝1敗 最高211KB
- タモリ倶楽部（テレビ朝日、1994年7月22日、告発！ペーパードライバーの恐怖）
- GAHAHAキング 爆笑王決定戦（テレビ朝日）
- 今夜もハレホレ（TBSテレビ）
- さんまのなんでもダービー（テレビ朝日）
- 21世紀エジソン（TBSテレビ、2008年5月28日）
- げんしじん社長のみんなあつまれ!へなちょこりん! （ニコニコ生放送） MC
- 有吉ジャポン（TBSテレビ、2015年12月4日）
- 太田上田（中京テレビ、2017年12月26日）

他、多数。